# Четирці
Чети́рці (болг. Четирци) — село в Кюстендильській області Болгарії. Входить до складу общини Невестино.

## Населення
За даними перепису населення 2011 року у селі проживали 168 осіб, усі — болгари.
Розподіл населення за віком у 2011 році:
Динаміка населення: